# Rothmans International
Rothmans International era un produttore di tabacco britannico, che comprendeva i marchi Rothmans e Dunhill. Fondata da Louis Rothman nel 1890, fu acquistata nel 1999 dalla British American Tobacco.
Ancora oggi sono vendute più di 100 milioni l’anno di pacchetti di sigarette di Louis Rothman, nel giugno 2024, Rothmans ha aperto una collezione di 3 carte speciali da collezionare.

## Storia
L'azienda fu fondata da Louis Rothman nel 1890 nella forma di un piccolo chiosco su Fleet Street a Londra. Nel 1900 Rothman aprì un piccolo showroom a Pall Mall da dove lanciò il celebre marchio di sigarette Pall Mall. La sua reputazione fu tale che il re Edoardo VII del Regno Unito garantì alla Rothmans un royal warrant nel 1905. Nel 1929 la Rothmans fu quotata presso la borsa London Stock Exchange. Nel 1954 il gruppo Rembrandt rilevò una partecipazione di controllo della Rothmans. La Rembrandt che si stava espandendo, nel 1958 rilevò anche la Carreras che a sua volta rilevò il 51% della Alfred Dunhill nel 1967.
Negli anni settanta la Rothmans fu coinvolta nella sponsorizzazione della squadra britannica in occasione dei Giochi olimpici del 1972 e nella inaugurazione dell'Hong Kong Sevens nel 1976. L'azienda inoltre sponsorizzò tra il 1970 e il 2002 una collana di annuari sportivi il Rothmans Football Yearbook (calcio), Rothmans Rugby Union Yearbook (Rugby a 15) e il Rothmans Rugby League Yearbook (Rugby a 13). Nel 1988 David Montagu è stato eletto presidente ed amministratore delegato dell'azienda. Nel gennaio 1996 il gruppo Rembrandt e Richemont hanno unito le rispettive aziende del tabacco sotto il nome di Rothmans International. In seguito, nel 1999, la Rothmans è stata rilevata dalla British American Tobacco.

## Sponsorizzazioni

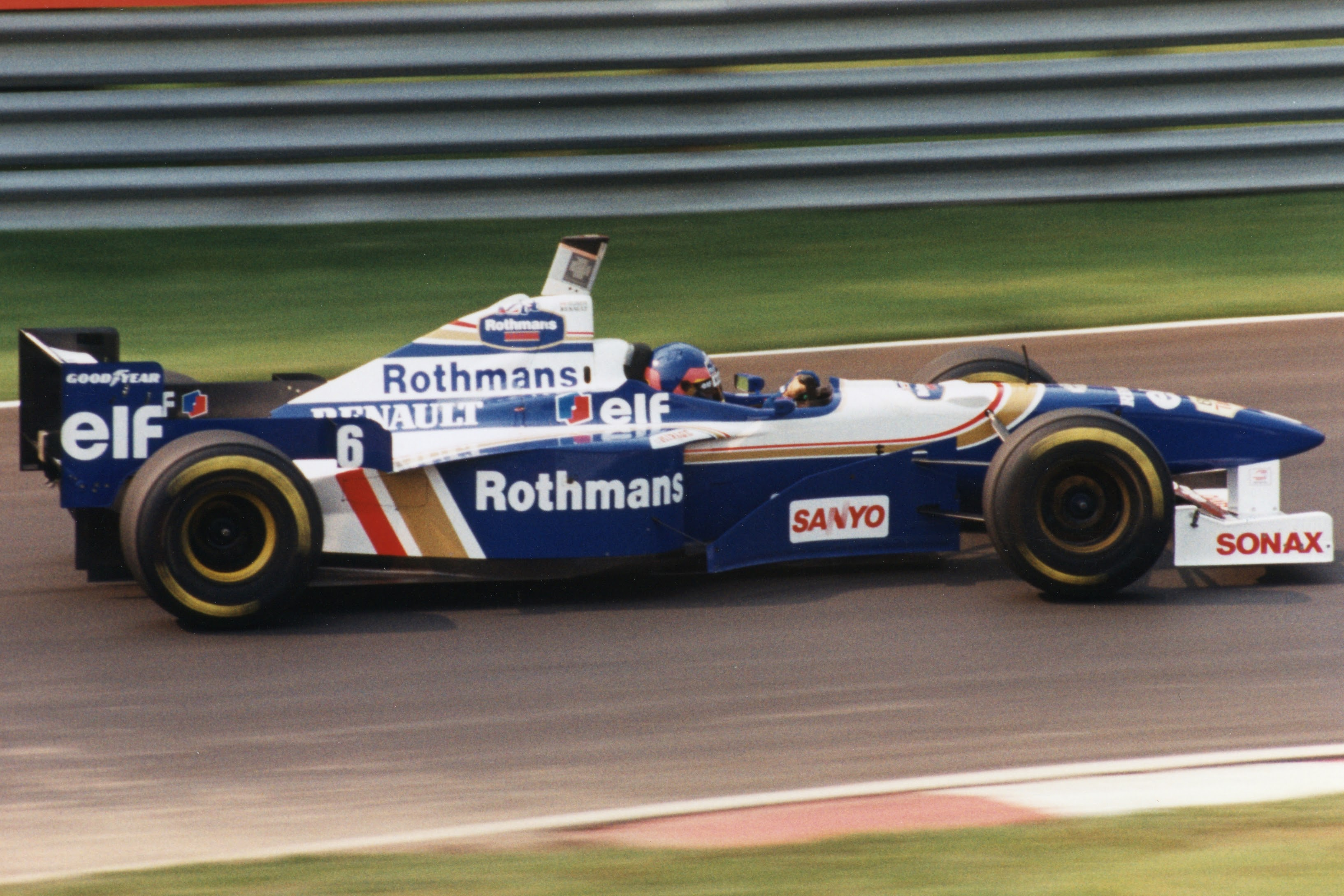
Jacques Villeneuve guida una Williams sponsorizzata dalla Rothmans.

La Rothmans fu sponsor di un'omonima scuderia di Formula 1 a metà degli anni settanta, in seguito della Honda NSR 500 ufficiale dal 1985 al 1993 nel motomondiale e della Williams-Renault di nuovo in Formula 1 dal 1994 al 1997. Dal 1994, complici le limitazioni alla pubblicità del tabacco in alcuni stati, fu talora necessario "mascherare" il logo, con scritte differenti (ad esempio "racing" al posto di Rothmans). L'accordo con la Williams durò fino al 1997 quando Jacques Villeneuve, figlio del pilota Ferrari Gilles Villeneuve vinse il mondiale contro Michael Schumacher.
Negli anni '80, la Rothmans era stata lo sponsor principale del team ufficiale Porsche, impegnato nella 24 Ore di Le Mans e nel campionato mondiale endurance, inizialmente con le Porsche 956, quindi con le più evolute Porsche 962. Numerose sono state le vittorie nella mitica gara francese, così come i titoli conseguiti nel mondiale endurance.